# Закон Украины «Об образовании»
Закон Украины № 2145-VІІІ «Об образовании» (укр. Про освіту) принят Верховной Радой 255 голосами 5 сентября 2017 года, подписан президентом 25 сентября 2017 года. Заменяет одноимённый закон 1991 года.
Новации закона включают 12-летнее среднее образование, большую автономию школ, увеличение оплаты учителям, изменение правил аттестации учителей и правил повышения их квалификации, и то, что директора школ назначаются на должность сроком на шесть лет и не более двух сроков подряд.

## Положения о языке обучения и международная реакция
Положения закона предусматривают, что с 5 класса дети нацменьшинств должны учиться на украинском, а родной язык изучать как отдельную дисциплину. Исключения — право на обучение, наряду с государственным, на языке соответствующего коренного народа, предусмотрены для коренных народов Украины (понятие в законодательстве не прописано; по оценке Би-би-си, речь идёт о крымских татарах); некоторые дисциплины смогут изучаться на языках стран ЕС. Подготовка к реализации закона начнется с 2018/2019 учебного года, а полностью закон заработает 1 сентября 2020 года.
Протест против принятия закона выразили венгерские министр иностранных дел, министр по делам венгров за рубежом и Национальное собрание. МИД Венгрии подало жалобы в ОБСЕ, ООН и Евросоюз; со стороны венгерских представителей последовали угрозы блокировать дальнейшее сближение Украины и ЕС в рамках программы Восточное партнерство, инициировать просмотр Соглашения об ассоциации между Украиной и ЕС и введение санкций, прозвучало утверждение о том, что Украина «может забыть о европейской интеграции». Критику высказали также МИД России и президент Молдавии. Парламент Румынии выразил озабоченность, а президент Румынии заявил об отмене официального визита на Украину. В совместном письме озабоченность и глубокое сожаление по поводу принятия закона выразили министры иностранных дел Венгрии, Греции, Румынии, Болгарии; болгарский МИД также вызвал к себе представителя Украины для обсуждения этой темы. Однако, в дальнейшем, во время посещения южных областей Украины председатель Народного собрания Болгарии заявил, что то, что он уже успел увидеть на Запорожье, опровергает все разговоры о дискриминации нацменьшинств на Украине; также изменившееся мнение выразил и посол Болгарии на Украине: «Мы видим, что Закон „Об образовании“ дает нам новые возможности, чтобы наши дети хорошо владели как украинским, так и болгарским языками». В свою очередь советник министра образования и науки Болгарии объявила о готовности своей страны помочь Украине в повышении квалификации учителей болгарского языка
Заместитель министра иностранных дел Польши прокомментировал закон, сказав, с одной стороны «понимаем также обеспокоенность и украинской стороны», с другой «мы хотели бы Украину также предостеречь, чтобы эти изменения не вызвали конфликта с международными обязательствами Украины о языках национальных меньшинств». МИД Словакии заявил, что «заинтересован в проведении консультаций с МИД Украины и министерством образования Украины по проблематике данного закона (..) готов использовать и иные инструменты двухсторонних отношений, чтобы обеспечить права национальных меньшинств, и чтобы не произошло снижения существующих стандартов образования представителей словацкого национального меньшинства на Украине».
Поддержку реформе выразило посольство США, министр образования и науки Латвии и Всемирный конгресс украинцев.
МИД Украины 28 сентября 2017 года направило закон на экспертизу Венецианской комиссии.
Парламентская ассамблея Совета Европы в октябре 2017 года выразила озабоченность статьями закона, касающимися образования на языках меньшинств, осудила отсутствие подлинных консультаций с представителями нацменьшинств и выразила недовольство тем, что закон не был передан на рассмотрение в Венецианскую комиссию до его принятия. Ассамблея сочла, что закон не выдерживает необходимый баланс между государственным языком и языками меньшинств. По оценке Deutsche Welle, «документ в критичном тоне отзывается о действиях Украины, говорит о нарушениях законом принципа добрососедства, заложенном в Рамочной конвенции защиты прав нацменьшинств».
По итогам встречи украинских министров иностранных дел, образования и науки с венгерским министром человеческих ресурсов стороны сообщили, что процесс обучения в венгерских школах не будет меняться до выводов Венецианской комиссии.

## Внешние ссылки
- Картка законопроекту на офіційному порталі Верховної Ради України (укр.)
- Закон України «Про освіту» на офіційному порталі Верховної Ради України (укр.)
- Климкин о скандале с Венгрией: Или мы идем на диалог, или и дальше работаем с абстрактной мифологией, 112 Украина, 11.10.2017
- Порошенко с трибуны ПАСЕ объяснил, как будет работать закон “Об образовании”, Укринформ, 11.10.2017
- Гриневич назвала дату переговоров между Украиной и Венгрией по закону "Об образовании", 112 Украина, 26.09.2017
- В законе "Об образовании" не идет речь о закрытии школ с языками нацменьшинств - Гриневич, УНИАН, 27.09.2017
- Комментарий: Европейская пощечина Украине за реформу образования, Deutsche Welle, 13.10.2017
- Старшие братья остались в прошлом: Павел Климкин о требованиях к закону об образовании, Европейская правда, 11.12.2017